# Copa del Rey de fútbol 1927
La Copa del Rey de Fútbol de 1927 fue la edición número 25 del torneo organizado por la RFEF. En esta edición la copa viajó hacia Irún proclamándose campeón el Real Unión Club, que consiguió el entorchado nacional por cuarta vez en su historia. El torneo se disputó del 27 de febrero al 15 de mayo del año 1927 y en el participaron los campeones y subcampeones de los campeonatos regionales disputados en España en la primera parte de la temporada 1926-27.
En esta edición de dio una circunstancia excepcional, ya que dos clubes británicos fueron invitados a participar disputándose el derecho a optar a conquistar un trofeo de Copa donado por Su Majestad, tratándose pues de una Copa del Rey oficiosa. Los contendientes, el Swansea Football Club y el Motherwell Football Club disputaron su correspondiente encuentro en el Estadio de Chamartín de Madrid —siendo la primera vez que dos clubes británicos se enfrentaban en España— venciendo el Motherwell F. C. por 0-1, por lo que disputó después un partido frente al campeón de la región Centro, el Real Madrid, por la disputa del trofeo.
Los británicos se hicieron con el trofeo siendo hasta la fecha el único club extranjero poseedor de un trofeo de carácter amistoso donado por el Rey de España, al que se le unió una Copa Barcelona disputada días después tras vencer de nuevo al Swansea F. C. por el mismo resultado.

## Equipos clasificados
Para esta edición el número de equipos siguió aumentando con la incorporación del Campeonato de Extremadura a la nómina de los torneos que aportaban representantes al campeonato nacional, siendo ya 26 los equipos con derecho a participar.
| Torneo Regional                  | Campeón | Campeón                       | Subcampeón | Subcampeón                   |
| -------------------------------- | ------- | ----------------------------- | ---------- | ---------------------------- |
| Copa de Andalucía                |         | Sevilla Fútbol Club           |            | Real Betis Balompié          |
| Campeonato Regional de Aragón    |         | Iberia Sport Club             |            | Real Zaragoza Club Deportivo |
| Campeonato Regional de Asturias  |         | Real Sporting de Gijón        |            | Club Fortuna                 |
| Campeonato Regional de Cantabria |         | Real Racing Club de Santander |            | RS Gimnástica de Torrelavega |
| Copa de Castilla y León          |         | Real Unión Deportiva          |            | Club Deportivo Español       |
| Copa Cataluña                    |         | Fútbol Club Barcelona         |            | Club Deportivo Europa        |
| Campeonato Regional Centro       |         | Real Madrid Fútbol Club       |            | Athletic Club de Madrid      |
| Campeonato de Extremadura        |         | Club Deportivo Extremeño      |            | Patria Fútbol Club           |
| Campeonato de Galicia            |         | RC Deportivo de La Coruña     |            | Real Club Celta de Vigo      |
| Campeonato de Guipúzcoa          |         | Real Sociedad de Fútbol       |            | Real Unión Club              |
| Campeonato Regional de Murcia    |         | Real Murcia Fútbol Club       |            | Cartagena Fútbol Club        |
| Campeonato Regional de Valencia  |         | Valencia Fútbol Club          |            | Club Deportivo Castellón     |
| Campeonato Regional de Vizcaya   |         | Arenas Club de Guecho         |            | Athletic Club                |

## Fase de grupos
Los veintiséis equipos participantes quedaron repartidos en ocho grupos, seis de tres equipos y dos de cuatro. La clasificación en esta fase previa se decidió mediante una liguilla, enfrentándose los integrantes de cada grupo todos contra todos en dos ocasiones, -una en campo propio y otra en campo contrario. La clasificación se estableció a razón del siguiente sistema de puntuación: dos puntos para el equipo vencedor de un partido, un punto para cada contendiente en caso de empate y cero puntos para el perdedor de un partido, jugándose partidos de desempate en caso de empatar a puntos en el primer puesto del grupo. Al término de esta primera fase, los primeros clasificados de cada grupo accedieron a los cuartos de final.

### Grupo I
Grupo formado por equipos de Madrid, Andalucía y Extremadura.
| Equipo         | Pts | PJ | PG | PE | PP | GF | GC | Dif |
| -------------- | --- | -- | -- | -- | -- | -- | -- | --- |
| Real Madrid FC | 6   | 4  | 3  | 0  | 1  | 21 | 6  | +15 |
| Sevilla FC     | 6   | 4  | 3  | 0  | 1  | 20 | 9  | +11 |
| CD Extremeño   | 0   | 4  | 0  | 0  | 4  | 7  | 33 | -26 |

| Fecha         | Ciudad         | Local          | Resultado | Visitante      |
| ------------- | -------------- | -------------- | --------- | -------------- |
| 27 de febrero | Sin datos      | CD Extremeño   | 2 - 11    | Sevilla FC     |
| 6 de marzo    | Chamartín      | Real Madrid FC | 9 - 4     | CD Extremeño   |
| 13 de marzo   | Reina Victoria | Sevilla FC     | 2 - 1     | Real Madrid FC |
| 20 de marzo   | Reina Victoria | Sevilla FC     | 6 - 0     | CD Extremeño   |
| 27 de marzo   | Sin datos      | CD Extremeño   | 1 - 7     | Real Madrid FC |
| 3 de abril    | Chamartín      | Real Madrid FC | 3 - 2     | Sevilla FC     |
| 10 de abril   | Sin datos      | Real Madrid FC | 3 - 1     | Sevilla FC     |

### Grupo II
Grupo formado por equipos de Cataluña, Valencia y Murcia.
| Equipo       | Pts | PJ | PG | PE | PP | GF | GC | Dif |
| ------------ | --- | -- | -- | -- | -- | -- | -- | --- |
| CD Europa    | 4   | 4  | 2  | 0  | 2  | 8  | 4  | +4  |
| CD Castellón | 4   | 4  | 2  | 0  | 2  | 4  | 6  | -2  |
| Cartagena FC | 4   | 4  | 2  | 0  | 2  | 2  | 4  | -2  |

| Fecha         | Ciudad        | Local        | Resultado | Visitante    |
| ------------- | ------------- | ------------ | --------- | ------------ |
| 27 de febrero | Sequiol       | CD Castellón | 1:0       | Cartagena FC |
| 6 de marzo    | El Almarjal   | Cartagena FC | 1:0       | CD Europa    |
| 13 de marzo   | El Guinardó   | CD Europa    | 4:1       | CD Castellón |
| 20 de marzo   | El Almarjal   | Cartagena FC | 1:0       | CD Castellón |
| 27 de marzo   | El Guinardó   | CD Europa    | 3:0       | Cartagena FC |
| 3 de abril    | Sequiol       | CD Castellón | 2:1       | CD Europa    |
| 7 de abril    | Metropolitano | CD Europa    | 3:1       | Cartagena FC |
| 9 de abril    | Metropolitano | CD Castellón | 3:1       | Cartagena FC |
| 12 de abril   | Metropolitano | CD Europa    | 2:0       | CD Castellón |

### Grupo III
Grupo formado por equipos de Asturias, Galicia, Cantabria y Castilla y León.
| Equipo                 | Pts | PJ | PG | PE | PP | GF | GC | Dif |
| ---------------------- | --- | -- | -- | -- | -- | -- | -- | --- |
| Sporting de Gijón      | 11  | 6  | 5  | 1  | 0  | 25 | 7  | +18 |
| Deportivo de La Coruña | 8   | 6  | 3  | 2  | 1  | 18 | 9  | +9  |
| Racing de Santander    | 4   | 6  | 1  | 2  | 3  | 16 | 19 | -3  |
| Real Unión Deportiva   | 1   | 6  | 0  | 1  | 5  | 9  | 33 | -24 |

| Fecha         | Ciudad           | Local                  | Resultado | Visitante              |
| ------------- | ---------------- | ---------------------- | --------- | ---------------------- |
| 27 de febrero | El Molinón       | Sporting de Gijón      | 4:1       | Deportivo de La Coruña |
| 27 de febrero | Sociedad Taurina | Real Unión Deportiva   | 4:4       | Racing de Santander    |
| 6 de marzo    | El Sardinero     | Racing de Santander    | 2:4       | Sporting de Gijón      |
| 6 de marzo    | Riazor           | Deportivo de La Coruña | 8:0       | Real Unión Deportiva   |
| 13 de marzo   | Riazor           | Deportivo de La Coruña | 4:1       | Racing de Santander    |
| 13 de marzo   | Sociedad Taurina | Real Unión Deportiva   | 1:3       | Sporting de Gijón      |
| 20 de marzo   | El Sardinero     | Racing de Santander    | 1:1       | Deportivo de La Coruña |
| 20 de marzo   | El Molinón       | Sporting de Gijón      | 9:0       | Real Unión Deportiva   |
| 27 de marzo   | Riazor           | Deportivo de La Coruña | 1:1       | Sporting de Gijón      |
| 27 de marzo   | El Sardinero     | Racing de Santander    | 6:2       | Real Unión Deportiva   |
| 3 de abril    | El Molinón       | Sporting de Gijón      | 4:2       | Racing de Santander    |
| 3 de abril    | Sociedad Taurina | Real Unión Deportiva   | 2:3       | Deportivo de La Coruña |

### Grupo IV
Grupo formado por equipos de Guipúzcoa, Vizcaya y Aragón.
| Equipo           | Pts | PJ | PG | PE | PP | GF | GC | Dif |
| ---------------- | --- | -- | -- | -- | -- | -- | -- | --- |
| Real Unión Club  | 6   | 4  | 3  | 0  | 1  | 9  | 7  | +2  |
| Athletic Club    | 6   | 4  | 3  | 0  | 1  | 7  | 1  | +6  |
| Real Zaragoza CD | 0   | 4  | 0  | 0  | 4  | 2  | 10 | -8  |

| Fecha         | Ciudad      | Local            | Resultado | Visitante        |
| ------------- | ----------- | ---------------- | --------- | ---------------- |
| 27 de febrero | San Mamés   | Athletic Club    | 1:0       | Real Zaragoza CD |
| 6 de marzo    | Torrero     | Real Zaragoza CD | 1:2       | Real Unión Club  |
| 13 de marzo   | Stadium Gal | Real Unión Club  | 1:0       | Athletic Club    |
| 20 de marzo   | Torrero     | Real Zaragoza CD | 0:1       | Athletic Club    |
| 27 de marzo   | Stadium Gal | Real Unión Club  | 6:1       | Real Zaragoza CD |
| 3 de abril    | San Mamés   | Athletic Club    | 3:2       | Real Unión Club  |
| 10 de abril   | Torrero     | Real Unión Club  | 2:1       | Athletic Club    |

### Grupo V
Grupo formado por equipos de Cataluña, Valencia y Murcia.
| Equipo         | Pts | PJ | PG | PE | PP | GF | GC | Dif |
| -------------- | --- | -- | -- | -- | -- | -- | -- | --- |
| FC Barcelona   | 6   | 4  | 3  | 0  | 1  | 10 | 3  | +7  |
| Valencia FC    | 4   | 4  | 2  | 0  | 2  | 10 | 6  | +4  |
| Real Murcia FC | 2   | 4  | 1  | 0  | 3  | 4  | 15 | -11 |

| Fecha         | Ciudad       | Local          | Resultado | Visitante      |
| ------------- | ------------ | -------------- | --------- | -------------- |
| 27 de febrero | La Condomina | Real Murcia FC | 2:1       | Valencia FC    |
| 6 de marzo    | Les Corts    | FC Barcelona   | 5:0       | Real Murcia FC |
| 13 de marzo   | Mestalla     | Valencia FC    | 2:0       | FC Barcelona   |
| 20 de marzo   | Mestalla     | Valencia FC    | 7:1       | Real Murcia FC |
| 27 de marzo   | La Condomina | Real Murcia FC | 1:2       | FC Barcelona   |
| 3 de abril    | Les Corts    | FC Barcelona   | 3:0       | Valencia FC    |

### Grupo VI
Grupo formado por equipos de Madrid, Andalucía y Extremadura.
| Equipo              | Pts | PJ | PG | PE | PP | GF | GC | Dif |
| ------------------- | --- | -- | -- | -- | -- | -- | -- | --- |
| Real Betis Balompié | 7   | 4  | 3  | 1  | 0  | 14 | 2  | +12 |
| Athletic de Madrid  | 5   | 4  | 2  | 1  | 1  | 11 | 8  | +3  |
| Patria FC           | 0   | 4  | 0  | 0  | 4  | 5  | 20 | -15 |

| Fecha         | Ciudad           | Local               | Resultado | Visitante           |
| ------------- | ---------------- | ------------------- | --------- | ------------------- |
| 27 de febrero | Patronato Obrero | Real Betis Balompié | 6:0       | Patria FC           |
| 6 de marzo    | Sin datos        | Patria FC           | 4:6       | Athletic de Madrid  |
| 13 de marzo   | Metropolitano    | Athletic de Madrid  | 1:1       | Real Betis Balompié |
| 20 de marzo   | Sin datos        | Patria FC           | 0:5       | Real Betis Balompié |
| 27 de marzo   | Metropolitano    | Athletic de Madrid  | 3:1       | Patria FC           |
| 3 de abril    | Patronato Obrero | Real Betis Balompié | 2:1       | Athletic de Madrid  |

### Grupo VII
Grupo formado por equipos de Guipúzcoa, Vizcaya y Aragón.
| Equipo                  | Pts | PJ | PG | PE | PP | GF | GC | Dif |
| ----------------------- | --- | -- | -- | -- | -- | -- | -- | --- |
| Arenas Club de Guecho   | 6   | 4  | 3  | 0  | 1  | 12 | 6  | +6  |
| Real Sociedad de Fútbol | 6   | 4  | 3  | 0  | 1  | 15 | 7  | +8  |
| Iberia Sport Club       | 0   | 4  | 0  | 0  | 4  | 2  | 16 | -14 |

| Fecha         | Ciudad        | Local            | Resultado | Visitante        |
| ------------- | ------------- | ---------------- | --------- | ---------------- |
| 27 de febrero | Torrero       | Iberia SC        | 0:1       | Arenas de Guecho |
| 6 de marzo    | Atocha        | Real Sociedad    | 5:0       | Iberia SC        |
| 13 de marzo   | Jolaseta      | Arenas de Guecho | 4:2       | Real Sociedad    |
| 20 de marzo   | Jolaseta      | Arenas de Guecho | 6:0       | Iberia SC        |
| 27 de marzo   | Torrero       | Iberia SC        | 2:4       | Real Sociedad    |
| 3 de abril    | Atocha        | Real Sociedad    | 4:1       | Arenas de Guecho |
| 10 de abril   | Metropolitano | Arenas de Guecho | 2:1       | Real Sociedad    |

### Grupo VIII
Grupo formado por equipos de Asturias, Galicia, Cantabria y Castilla y León.
| Equipo                    | Pts | PJ | PG | PE | PP | GF | GC | Dif |
| ------------------------- | --- | -- | -- | -- | -- | -- | -- | --- |
| Celta de Vigo             | 12  | 6  | 6  | 0  | 0  | 34 | 8  | +26 |
| Gimnástica de Torrelavega | 5   | 6  | 2  | 1  | 3  | 13 | 16 | -3  |
| Club Fortuna              | 4   | 6  | 2  | 0  | 4  | 14 | 22 | -8  |
| Club Deportivo Español    | 3   | 6  | 1  | 1  | 3  | 6  | 21 | -15 |

| Fecha         | Ciudad      | Local                  | Resultado | Visitante              |
| ------------- | ----------- | ---------------------- | --------- | ---------------------- |
| 27 de febrero | El Malecón  | Gimn. de Torrelavega   | 4:0       | Club Deportivo Español |
| 27 de febrero | Coia        | Celta de Vigo          | 8:2       | Club Fortuna           |
| 6 de marzo    | La Campona  | Club Fortuna           | 2:1       | Gimn. de Torrelavega   |
| 6 de marzo    | La Victoria | Club Deportivo Español | 0:3       | Celta de Vigo          |
| 13 de marzo   | El Malecón  | Gimn. de Torrelavega   | 1:6       | Celta de Vigo          |
| 13 de marzo   | La Campona  | Club Fortuna           | 4:3       | Club Deportivo Español |
| 20 de marzo   | Coia        | Celta de Vigo          | 5:2       | Gimn. de Torrelavega   |
| 20 de marzo   | La Victoria | Club Deportivo Español | 2:1       | Club Fortuna           |
| 27 de marzo   | La Victoria | Club Deportivo Español | 1:1       | Gimn. de Torrelavega   |
| 27 de marzo   | La Campona  | Club Fortuna           | 3:4       | Celta de Vigo          |
| 3 de abril    | El Malecón  | Gimn. de Torrelavega   | 4:2       | Club Fortuna           |
| 3 de abril    | Coia        | Celta de Vigo          | 8:0       | Club Deportivo Español |

## Fase final
Consistente en una única ronda a doble partido con los enfrentamientos prefijados en el cuadro según el grupo. En caso de quedar empatados a victorias, se jugaba un partido de desempate en campo neutral. Los ganadores de esta eliminatoria de cuartos se enfrentaron en semifinales y final a partido único en campo neutral.
|  | Cuartos de final        | Cuartos de final | Cuartos de final |   |                  | Semifinales | Semifinales |  |  | Final                         | Final                         |
|  | 17 y 24 de abril        | 17 y 24 de abril | 17 y 24 de abril |   |                  | 8 de mayo   | 8 de mayo   |  |  | 15 de mayo, Torrero, Zaragoza | 15 de mayo, Torrero, Zaragoza |
|  |                         |                  |                  |   |                  |             |             |  |  |                               |                               |
|  | Sporting de Gijón       | 3                | 1                |   |                  |             |             |  |  |                               |                               |
|  | Real Unión Club         | 2                | 4                |   |                  |             |             |  |  |                               |                               |
|  | Real Unión Club         | 2                | 4                |   | Real Unión Club  | 2           |             |  |  |                               |                               |
|  |                         |                  |                  |   | Real Unión Club  | 2           |             |  |  |                               |                               |
|  |                         | Real Madrid      | 0                |   |                  |             |             |  |  |                               |                               |
|  | Real Madrid             | Real Madrid      | 0                | 2 | 1                |             |             |  |  |                               |                               |
|  | Real Madrid             |                  |                  | 2 | 1                |             |             |  |  |                               |                               |
|  | Club Deportivo Europa   | 0                | 4                |   |                  |             |             |  |  |                               |                               |
|  |                         |                  |                  |   |                  |             |             |  |  | Real Unión Club               | 1                             |
|  |                         |                  | Arenas de Guecho | 0 |                  |             |             |  |  |                               |                               |
|  | Arenas de Guecho        | 3                | 1                |   |                  |             |             |  |  |                               |                               |
|  | Real Club Celta de Vigo | 1                | 3                |   |                  |             |             |  |  |                               |                               |
|  | Real Club Celta de Vigo | 1                | 3                |   | Arenas de Guecho | 4           |             |  |  |                               |                               |
|  |                         |                  |                  |   | Arenas de Guecho | 4           |             |  |  |                               |                               |
|  |                         | FC Barcelona     | 3                |   |                  |             |             |  |  |                               |                               |
|  | FC Barcelona            | FC Barcelona     | 3                | 4 | 0                |             |             |  |  |                               |                               |
|  | FC Barcelona            |                  |                  | 4 | 0                |             |             |  |  |                               |                               |
|  | Real Betis Balompié     | 1                | 1                |   |                  |             |             |  |  |                               |                               |

### Cuartos de final

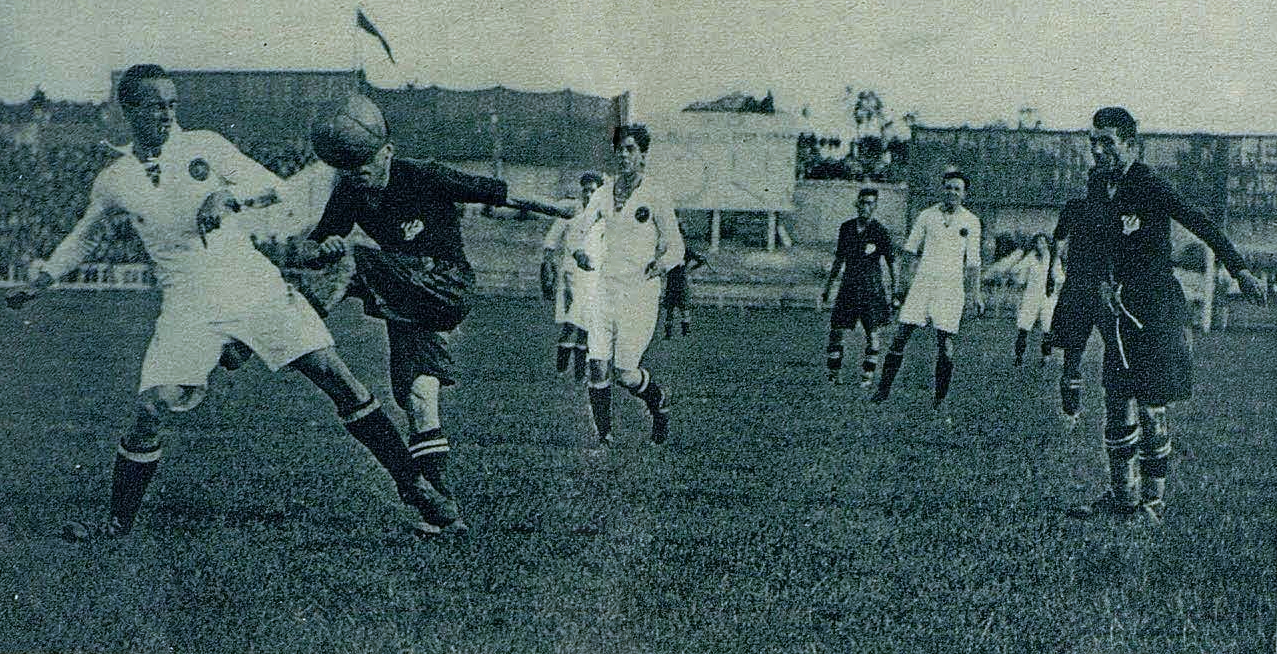
Encuentro de desempate entre madridistas y europeístas (cuartos de final).

La tercera ronda del torneo fue disputada por los ocho campeones de grupo enfrentádose en cuatro eliminatorias a doble partido; el 17 de abril la ida y el 24 de abril la vuelta. Curiosamente fue necesario jugar partidos de desempate en todas las eliminatorias, todos ellos jugados el 1 de mayo, en Santander el Sporting-Real Unión, en Zaragoza el Real Madrid-Europa y en Madrid el Arenas de Guecho-Celta y el Barcelona-Real Betis.
| Equipo local ida  | Equipo visitante ida | Ida   | Vuelta | Desempate |
| ----------------- | -------------------- | ----- | ------ | --------- |
| Sporting de Gijón | Real Unión Club      | 3 - 2 | 1 - 4  | 1 - 3     |
| Real Madrid       | CD Europa            | 2 - 0 | 1 - 4  | 8 - 1     |
| Arenas de Guecho  | Celta de Vigo        | 3 - 1 | 1 - 3  | 3 - 2     |
| FC Barcelona      | Real Betis           | 4 - 1 | 0 - 1  | 1 - 0     |

### Semifinales
La cuarta ronda fue disputada por los cuatro ganadores de la ronda anterior que se enfrentaron en dos eliminatorias a partido único en terreno neutral. Ambos partidos se jugaron el 8 de mayo en Zaragoza.
| Equipo local ida | Equipo visitante ida | Resultado | Desempate |
| ---------------- | -------------------- | --------- | --------- |
| Real Unión Club  | Real Madrid          | 2 - 0     |           |
| Arenas de Guecho | FC Barcelona         | 4 - 3     |           |

### Final
La quinta y última ronda del torneo fue disputada por el Real Unión Club y el Arenas Club de Guecho. La final se disputó a partido único en el Estadio de Torrero de Zaragoza el día 15 de mayo de 1927. El partido acabó 0 a 0 al final del tiempo reglamentario, pero después de 30 minutos de prórroga el resultado acabó dándole su tercer título al equipo irundarra (cuarta vez si se cuenta el ganado por el Racing de Irún en 1913).
| 1  | PO | Emery II            |  |
| 2  | DF | Manuel Alza         |  |
| 3  | DF | Ignacio Berges      |  |
| 4  | MC | Pedro Regueiro      |  |
| 5  | MC | Francisco Gamborena |  |
| 6  | MC | Alberto Villaverde  |  |
| 7  | DE | Manuel Sagarzazu    |  |
| 8  | DE | Luis Regueiro       |  |
| 9  | DE | René Petit          |  |
| 10 | DE | José Echeveste      |  |
| 11 | DE | Emilio Garmendia    |  |
| DT |    |                     |  |

| 1  | PO | José María Jáuregui |  |  |
| 2  | DF | Ricardo Llantada    |  |  |
| 3  | DF | Crepúsculo Sesúmaga |  |  |
| 4  | MC | Antonio Laña        |  |  |
| 5  | MC | José Urresti        |  |  |
| 6  | MC | Fidel Sesúmaga      |  |  |
| 7  | DE | Justo de Anduiza    |  |  |
| 8  | DE | Javier Rivero       |  |  |
| 9  | DE | José María Yermo    |  |  |
| 10 | DE | Manuel Gurruchaga   |  |  |
| 11 | DE | Robus Bilbao        |  |  |
| DT |    |                     |  |  |

|  | 117' | P. Echeveste | 1-0 |

| Árbitro:        | Pedro Escartín |
| Jueces de línea | Navaz          |
| Jueces de línea | Romera         |
| Reporte         |                |

| 1  | PO | Emery II            |  |
| 2  | DF | Manuel Alza         |  |
| 3  | DF | Ignacio Berges      |  |
| 4  | MC | Pedro Regueiro      |  |
| 5  | MC | Francisco Gamborena |  |
| 6  | MC | Alberto Villaverde  |  |
| 7  | DE | Manuel Sagarzazu    |  |
| 8  | DE | Luis Regueiro       |  |
| 9  | DE | René Petit          |  |
| 10 | DE | José Echeveste      |  |
| 11 | DE | Emilio Garmendia    |  |
| DT |    |                     |  |

| 1  | PO | José María Jáuregui |  |  |
| 2  | DF | Ricardo Llantada    |  |  |
| 3  | DF | Crepúsculo Sesúmaga |  |  |
| 4  | MC | Antonio Laña        |  |  |
| 5  | MC | José Urresti        |  |  |
| 6  | MC | Fidel Sesúmaga      |  |  |
| 7  | DE | Justo de Anduiza    |  |  |
| 8  | DE | Javier Rivero       |  |  |
| 9  | DE | José María Yermo    |  |  |
| 10 | DE | Manuel Gurruchaga   |  |  |
| 11 | DE | Robus Bilbao        |  |  |
| DT |    |                     |  |  |

|  | 117' | P. Echeveste | 1-0 |

| Árbitro:        | Pedro Escartín |
| Jueces de línea | Navaz          |
| Jueces de línea | Romera         |
| Reporte         |                |

|                         |
| Campeón Real Unión Club |
| Tercer título           |